# Menhirs de Véadès
Les menhirs de Véadès sont deux menhirs situés à Trébeurden dans le département français des Côtes-d'Armor.

## Description
Les deux menhirs sont distants de 8,50 m. Les deux menhirs sont en granite de l'Île Canton. Le premier menhir, debout, mesure 4,55 m de hauteur (face ouest) pour une épaisseur maximale de 0,40 m. Le sommet du menhir comporte un important enlèvement de roche (face ouest) qui fait ressembler le bloc à une femme portant un capuchon, d'où son surnom de « Pierre à la Vierge » ou « Pierre de la Bonne-Femme ». Le second menhir, couché au sol, mesure 6 m de longueur pour une largeur maximum de 1,80 m et une épaisseur de 0,50 m. La base du menhir a été débitée. 